# Compañía Arrendataria de Tabacos
La Compañía Arrendataria de Tabacos fue una empresa pública española encargada de la gestión del monopolio estatal de la fabricación y venta tabaco, constituida por ley el 22 de abril de 1887 a instancias del ministro de Hacienda Joaquín López Puigcerver. En 1945 fue sucedida por Tabacalera.
Su capital social era de 60 millones de pesetas, siendo los principales accionistas el Banco de España (20,5%) y el Banco Urquijo (7,6%).